# Тізкар
Тізкар — стародавній правитель шумерського міста-держави Кіш. Імовірно, період його правління припадав на початок XXVII століття до н. е. Відповідно до Ніппурського царського списку правив упродовж 305 років.